# Ameiva bifrontata
Ameiva bifrontata är en ödleart som beskrevs av  Cope 1862. Ameiva bifrontata ingår i släktet Ameiva och familjen tejuödlor.

## Underarter
Arten delas in i följande underarter:
- A. b. bifrontata
- A. b. concolor
- A. b. divisa
- A. b. insulana